# Катовіцька митрополія
Катовіцька митрополія - одна з 14 митрополій Римо-католицької церкви в Польщі. До її складу входять:
- Катовіцька архідієцезія
- Глівіцька дієцезія
- Опольська дієцезія

| Прапор Польщі | Це незавершена стаття про Польщу. Ви можете допомогти проєкту, виправивши або дописавши її. |